# CopperheadOS
CopperheadOS ist als Closed Source- (ehemals quelloffenes) Android-Custom-ROM eine Firmware für Smartphones und Tablet-PCs. Es basiert auf den offiziellen Versionen des Android Open Source Project von Google und wird mit zusätzlichen Datenschutz- und Sicherheitsfunktionen erweitert. Hersteller ist Copperhead Ltd., ein in Toronto ansässiges Unternehmen.
Der Hersteller verkauft Smartphones am oberen Ende des Leistungs- und Preisspektrums mit bereits installierten und einsatzbereitem CopperheadOS.

## Geschichte
Im August 2016 kündigte Copperhead an, dass künftige Versionen, basierend auf Android Nougat 7.x, unter einer nicht-kommerziellen Lizenz veröffentlicht werden, bis mehr Gelder erworben werden. Die nicht kommerzielle Veränderung und Weiterverbreitung sei erlaubt.
Im März 2017 wurde die Unterstützung für Pixel- und Pixel-XL-Geräte eingeführt.
Im Juni 2018 schied Daniel Micay, technischer Direktor (CTO) und 50-prozentiger Anteilseigner des Unternehmens, aus dem Unternehmen nach einem Streit mit Geschäftsführer (CEO) James Donaldson aus. Micay entwickelte große Teile von CopperheadOS und veröffentlichte im Anschluss GrapheneOS.
| Hersteller | Model         | Code Name |
| ---------- | ------------- | --------- |
| Google     | Pixel 7       | panther   |
| Google     | Pixel 6a      | bluejay   |
| Google     | Pixel 6       | oriole    |
| Google     | Pixel 5a      | barbet    |
| Google     | Pixel 5       | redfin    |
| Google     | Pixel 4a (5G) | bramble   |
| Google     | Pixel 4a      | sunfish   |

## Datenschutz
CopperheadOS wird nicht mit den sogenannten Google-Apps ausgeliefert; die Anwendungen können aber nachträglich wie üblich installiert werden.
Der Hersteller verspricht, dass keine Analyse bzw. Leistungsmessung des Telefonbenutzers im Betriebssystem stattfindet.
Darüber hinaus veröffentlicht der Hersteller sämtliche Datenübertragungsfunktionen des Betriebssystems, wobei der Hersteller betont, dass ab Werk nur Daten gesendet werden, die für alle CopperheadOS-Telefone gleich sind.
CopperheadOS enthält außerdem Datenschutz-Erweiterungen auf verschiedenen Ebenen des Betriebssystems und in den mitgelieferten Anwendungen.
Einige Beispiele dafür sind:
- Der Zugriff auf die Zwischenablage für Hintergrundanwendungen ist standardmäßig deaktiviert.
- Die Berechtigung für den gesamten Netzwerkzugriff (inklusive WLAN und GSM) und den Sensorzugriff kann einzelnen Apps entzogen werden.
- Kalender ohne Online-Synchronisation wählbar
- SMS können wahlweise Ende-zu-Ende-verschlüsselt versendet werden.